# بحران لیلهامر

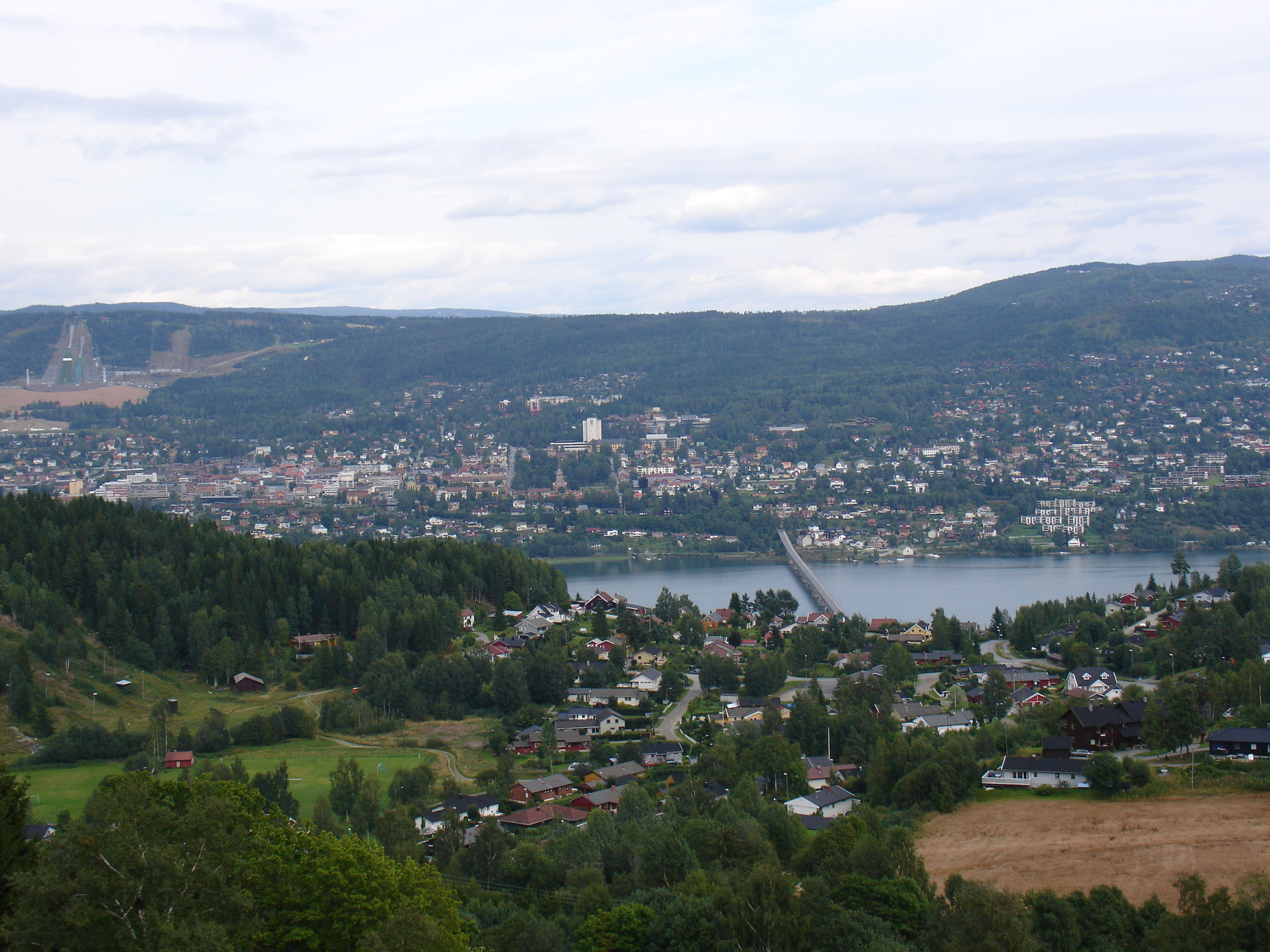
منطقه ترور و جریان بحران لیلهامر

بحران لیلهامر (عبری: פרשת לילהאמר, Parshat Lillehammer, نروژی: Lillehammer-saken)؛ به ترور اشتباهی گارسون مراکشی، احمد بوشیکی، توسط نیروهای اطلاعاتی اسرائیل در لیلهامر ِ نروژ اشاره دارد. در تاریخ ۲۱ ژوئیه ۱۹۷۳ موساد وی را که به اشتباه به جای علی حسن سلامه، فرمانده عملیات برای سازمان سپتامبر سیاه ترور کرد. در تلاشی برای بازیابی وجهه موساد بسیاری از عوامل تیم موساد به خاطر این اشتباه دستگیر و مورد بازخواست قرار گرفتند. در سال ۱۹۹۶ دولت اسراییل مبلغی معادل ۲۸۳٬۰۰۰ دلار به دختر و همسر احمد به عنوان غرامت پرداخت نمود. همچنین مبلغ ۱۱۸٬۰۰۰ دلار به پسری که حاصل ازدواج قبلی احمد بود پرداخت کرد اما هرگز حاضر به پذیرش مسئولیت قتل وی نشد.